# Mădălina Gojnea
Mădălina Gojnea (ur. 23 sierpnia 1987 w Ploeszti) – rumuńska tenisistka, reprezentantka kraju w Fed Cup.

## Kariera tenisowa
Zadebiutowała jako piętnastolatka w 2002 roku w kwalifikacjach do turnieju ITF w Bukareszcie. Wygrała kwalifikacje i dwukrotnie wystąpiła w fazie głównej, za każdym razem dochodząc do ćwierćfinału. W następnym roku, dzięki dzikiej karcie, zagrała na tym samym turnieju od razu w fazie głównej i doszła do finału, gdzie jednak pokonała ją Niemka Antonela Voina. W 2004 roku wygrała swój pierwszy w karierze turniej singlowy w Cluj, jak również pierwszy turniej w grze deblowej w Bukareszcie (w parze z Monicą Niculescu). W sumie wygrała dwanaście turniejów singlowych i jedenaście deblowych rangi ITF.
W 2006 roku zagrała po raz pierwszy w turnieju WTA Tour, w Rabacie, gdzie po przejściu kwalifikacji wygrała pierwsza rundę turnieju głównego z Conchitą Martínez Granados, ale przegrała w drugiej z Chinką Yan Zi. 2007 rok przyniósł jej doświadczenia związane z turniejami wielkoszlemowymi. Wzięła udział w kwalifikacjach do French Open (przegrana w pierwszej rundzie z Galiną Woskobojewą) i Wimbledonu, w których pokonała Julię Bejgelzimer z Ukrainy w pierwszej rundzie i przegrała z Argentynką Jorgeliną Cravero w drugiej.
W latach 2008–2009 nie występowała w zawodowych turniejach tenisowych. Po dwóch latach przerwy wróciła na korty w 2010 roku i w ciągu jednego roku wygrała sześć turniejów singlowych i trzy deblowe rangi ITF. W 2011 roku doszła do trzeciej rundy kwalifikacji Australian Open, pokonując po drodze Han Xinyun i Sloane Stephens. W trzeciej rundzie przegrała z Kathrin Wörle-Scheller.
W latach 2006 i 2007 reprezentowała Rumunię w Fed Cup, notując bilans ośmiu zwycięstw i sześciu porażek.
W rankingu gry pojedynczej Gojnea najwyżej była na 149. miejscu (4 lipca 2011), a w klasyfikacji gry podwójnej na 191. pozycji (9 lipca 2007).

### Wygrane turnieje rangi ITF
| turnieje z pulą nagród 100 000 $ |
| turnieje z pulą nagród 75 000 $  |
| turnieje z pulą nagród 50 000 $  |
| turnieje z pulą nagród 25 000 $  |
| turnieje z pulą nagród 15 000 $  |
| turnieje z pulą nagród 10 000 $  |

#### Gra pojedyncza
|     | Data       | Turniej       | Kat. | ($)    | Naw.   | Finalistka              | Wynik         |
| 1.  | 03/10/2004 | Cluj          | ITF  | 10 000 | ziemna | Oksana Teplyakova       | 7:5, 6:3      |
| 2.  | 06/02/2005 | Vale do Lobo  | ITF  | 10 000 | twarda | Lucia Jimenez Almendros | 6:4, 4:6, 6:0 |
| 3.  | 27/03/2005 | Ateny         | ITF  | 10 000 | ziemna | Ana Jerasimu            | 6:1, 6:3      |
| 4.  | 03/04/2005 | Patras        | ITF  | 10 000 | twarda | Antonia-Xenia Tout      | 7:5, 6:2      |
| 5.  | 31/07/2005 | Arad          | ITF  | 10 000 | ziemna | Oksana Karyszkowa       | 6:1, 6:3      |
| 6.  | 18/06/2006 | Gorycja       | ITF  | 25 000 | ziemna | Barbora Strýcová        | 6:4, 6:1      |
| 7.  | 11/04/2010 | Hvar          | ITF  | 10 000 | ziemna | Ema Burgic              | 6:4, 6:4      |
| 8.  | 25/04/2010 | Szybenik      | ITF  | 10 000 | ziemna | Conny Perrin            | 6:2, 6:1      |
| 9.  | 06/06/2010 | Bukareszt     | ITF  | 10 000 | ziemna | Bianca Hîncu            | 6:2, 6:2      |
| 10. | 13/06/2010 | Jassy         | ITF  | 10 000 | ziemna | Illnica Stoica          | 6:2, 7:5      |
| 11. | 11/07/2010 | Aschaffenburg | ITF  | 25 000 | ziemna | Caroline Garcia         | 6:1, 6:0      |
| 12. | 26/09/2010 | Bukareszt     | ITF  | 25 000 | ziemna | Kristína Kučová         | 6:4, 6:4      |

### Finały juniorskich turniejów wielkoszlemowych

#### Gra pojedyncza (0–1)
| Końcowy wynik | Rok  | Turniej     | Nawierzchnia | Przeciwniczka      | Wynik finału |
| Finalistka    | 2004 | French Open | Ceglana      | Sesił Karatanczewa | 4:6, 0:6     |

#### Gra podwójna (0–1)
| Końcowy wynik | Rok  | Turniej | Nawierzchnia | Partnerka        | Przeciwniczki                      | Wynik finału |
| Finalistka    | 2004 | US Open | Twarda       | Monica Niculescu | Marina Erakovic Michaëlla Krajicek | 6:7, 0:6     |